# Drain (grup musical)
Drain és un grup estatunidenc de punk hardcore i crossover thrash format a Santa Cruz el 2014. The New York Times el va considerar com una força impulsora del «renaixement» del hardcore nord-americà a principis dels anys 2020.

## Història
El 2016 es va publicar el seu EP de debut Over Thinking, que va anar seguit l'any següent per l'EP Time Enough at Last. El grup va actuar al Sound and Fury Festival el 2019, fet que va cridar l'atenció de Revelation Records. El 10 de febrer de 2020 Drain va anunciar el seu àlbum de debut de llarga durada California Cursed i va publicar el senzill «Sick One». L'àlbum es va publicar el 10 d'abril de 2020. El 25 d'agost de 2021 es va publicar el senzill «Watch You Burn». A principis del 2023 va fer una gira per Austràlia com a teloners de Comeback Kid. El 7 de febrer de 2023, va anunciar el llançament del seu segon àlbum Living Proof, es va publicar el senzill «Evil Finds Light» i l'endemà se'n va publicar el videoclip. Entre el 3 i el 19 d'agost de 2023 Drain va encapçalar una gira europea.
La critica ha categoritzat la música de Drain com a hardcore punk i crossover thrash, sovint incorporant elements de punk rock i thrash metal. Drain fa ús d'un so més divertit i optimista que molts dels seus contemporanis, Kerrang! ho va atribuir al cantant Sammy Ciaramitaro i el seu «aspecte no amenaçador i la seva energia golden retriever». El seus membres han citat influències com Black Flag, Blast, Dark Angel, Exhorder, Slayer, Vio-lence i Testament.

## Membres

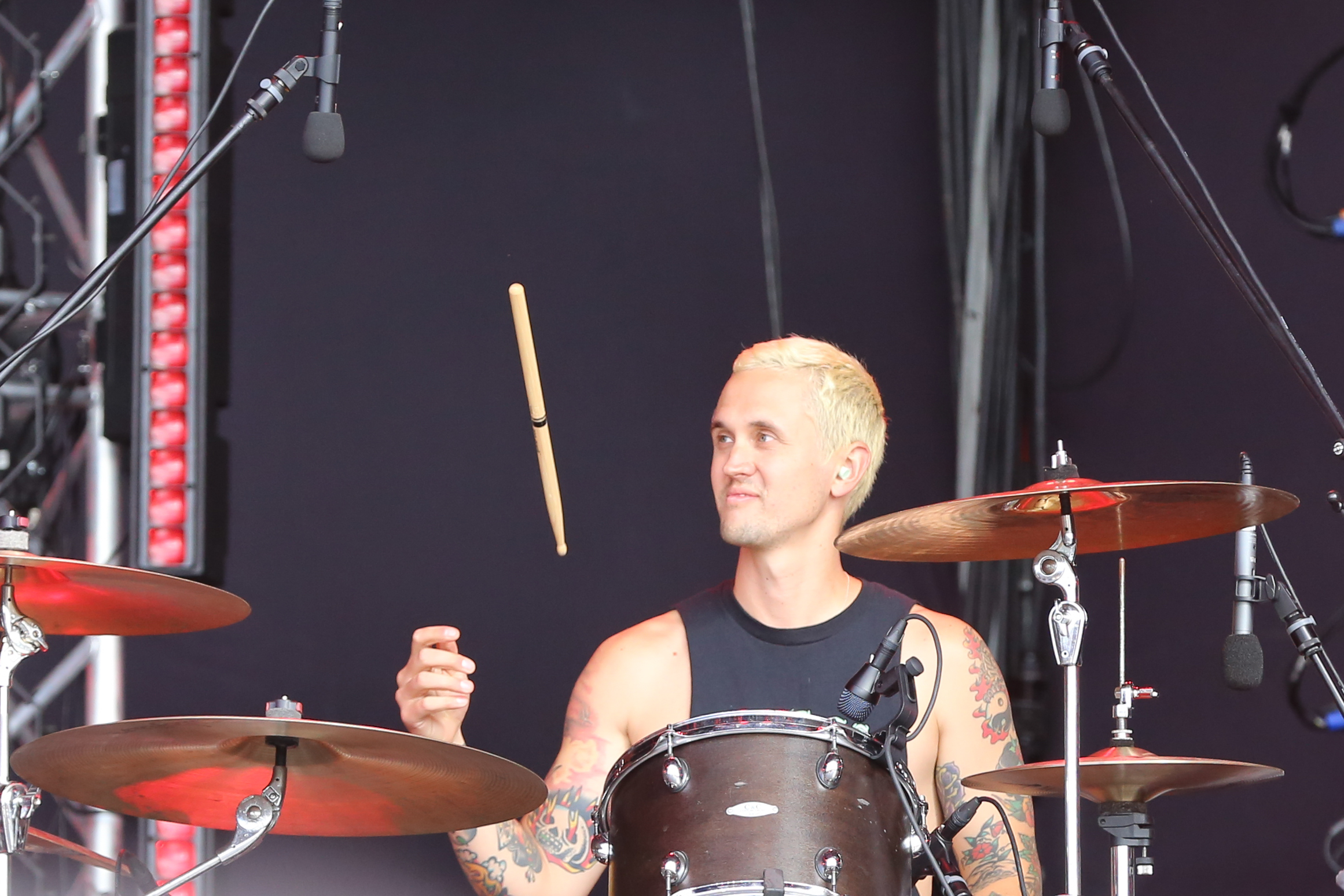
Tim Flegal
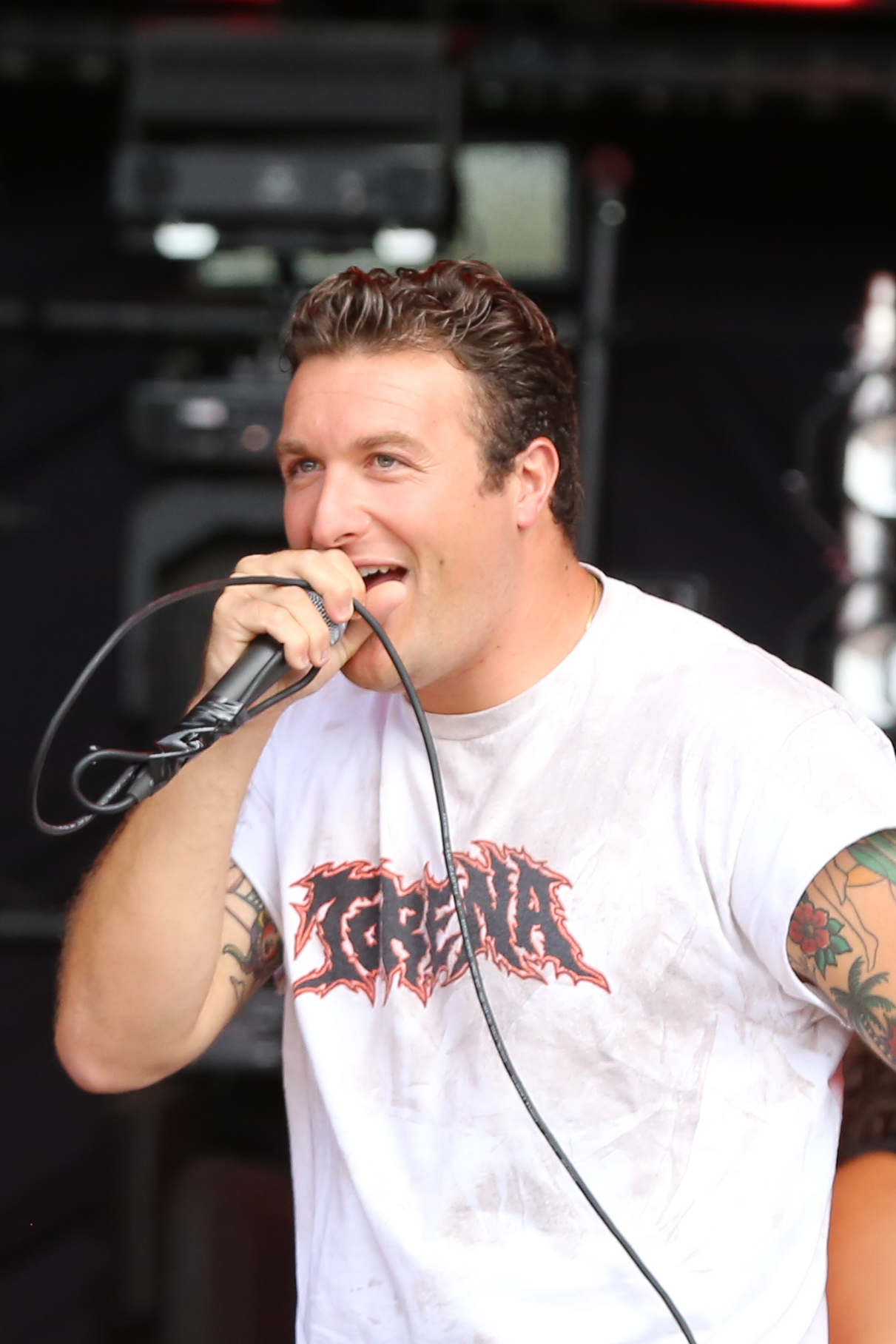
Sammy Ciaramitaro
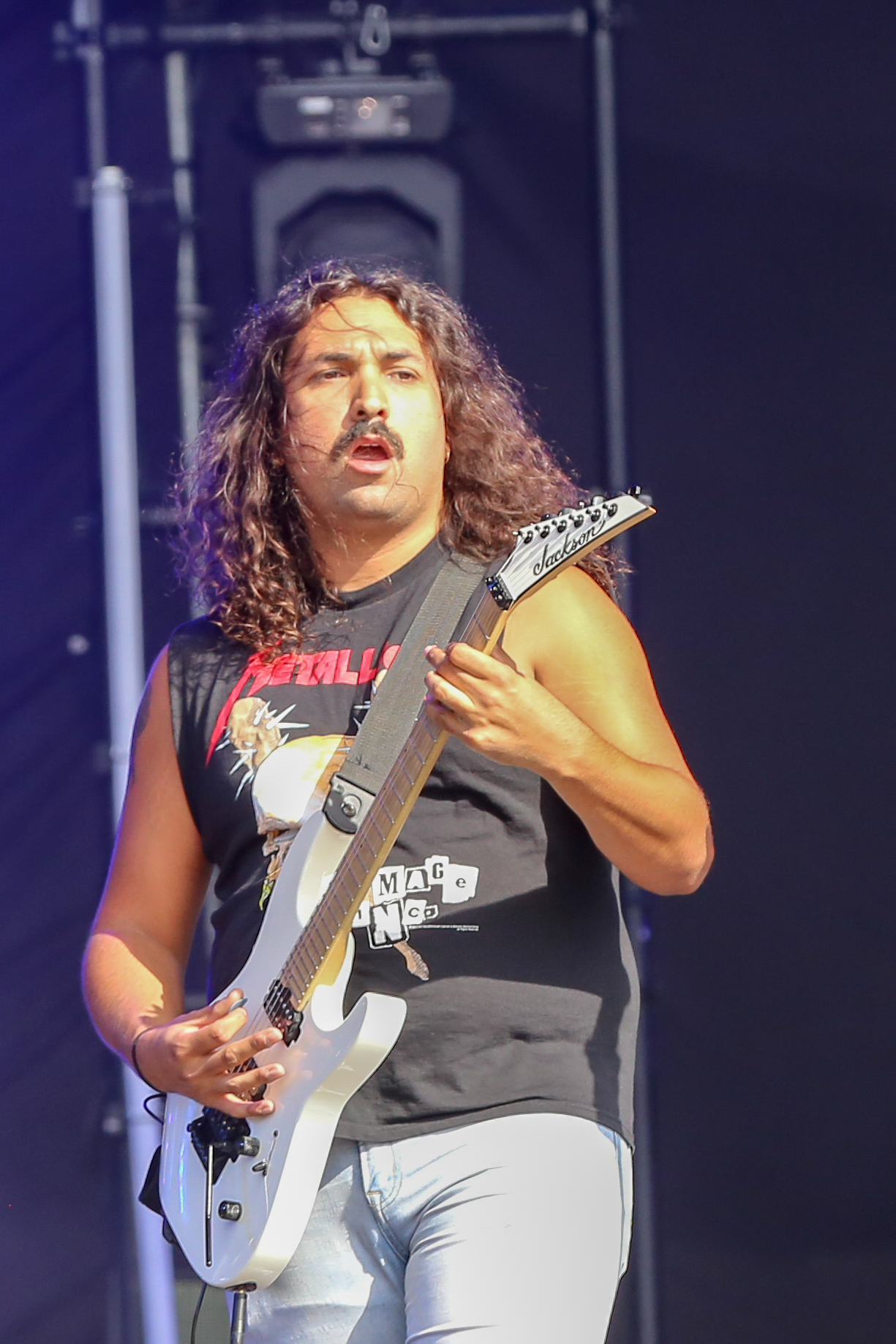
Cody Chávez
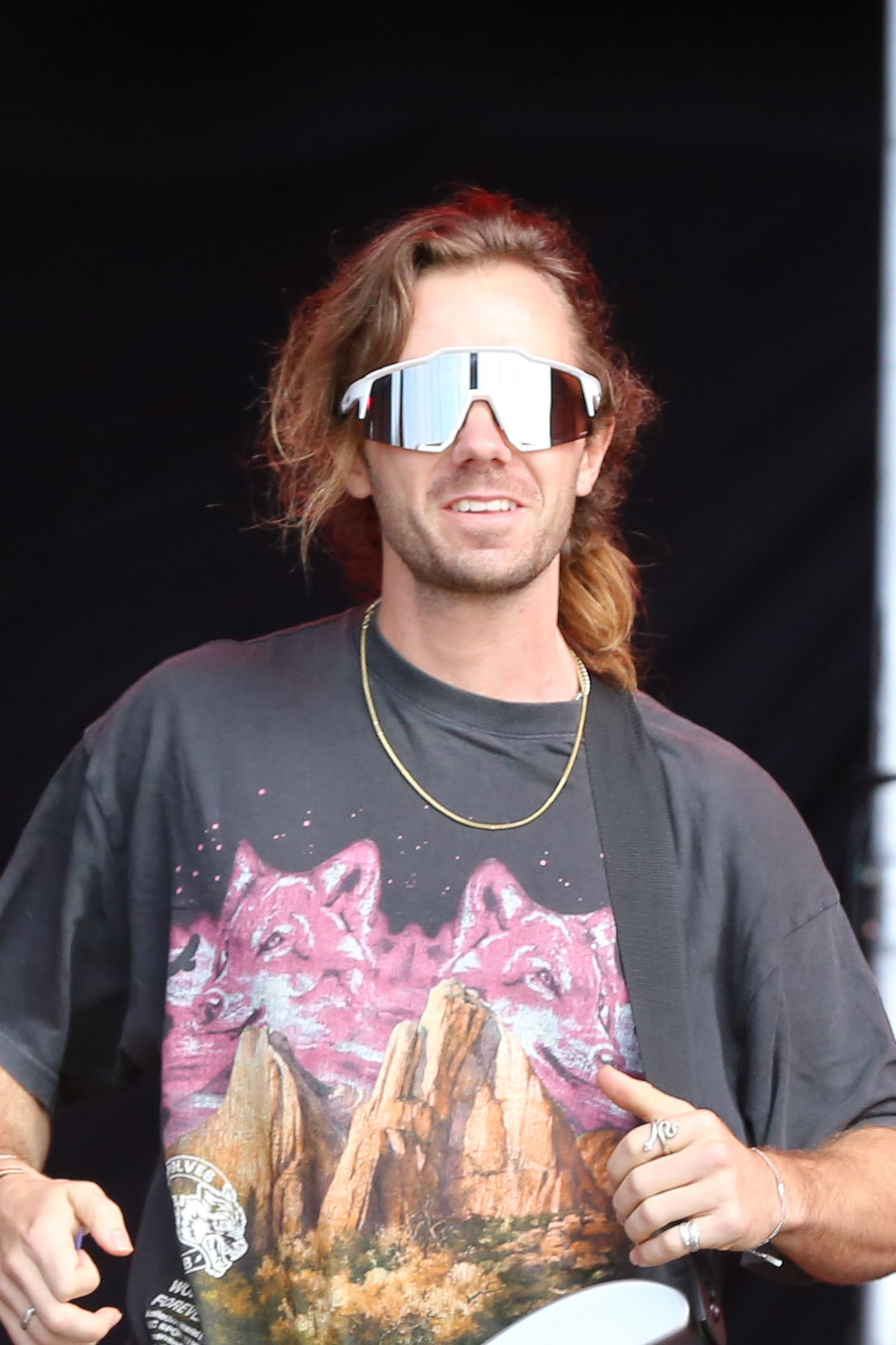
AJ Hoenings

## Discografia
Àlbums
- California Cursed (2020)
- Living Proof (2023)

EP
- Over Thinking (2016)
- Time Enough at Last (2017)
- Watch You Burn (2021)

Maquetes
- Demo '15 (2015)
- Swan Songs (2015)